# Mepala Lulendo
Mepala Lulendo é uma vila e comuna angolana que se localiza na província do Zaire, pertencente ao município de Lufico.
Anteriormente uma comuna do município de Nóqui, em 5 de setembro de 2024 foi transferido para a jurisdição do novo município de Lufico.